# 所罗门群岛皇家警察部队
所罗门群岛皇家警察部队 （Royal Solomon Islands Police Force，RSIPF）是所罗门群岛的国家警察部队，2015年1月所羅門全國大概有大约1,153名警察和43个警察局。所罗门群岛境內没有军事组织。